# Passiflora eueidipabulum
Passiflora eueidipabulum är en passionsblomsväxtart som beskrevs av Sandra Diane Knapp och J. Mallet. Passiflora eueidipabulum ingår i släktet passionsblommor, och familjen passionsblomsväxter. Inga underarter finns listade i Catalogue of Life.